# Tulca
Tulca – wieś w Rumunii, w okręgu Bihor, w gminie Tulca. W 2011 roku liczyła 2279 mieszkańców.